# Adam Cole
Austin Jenkins (né le 5 juillet 1989 à Lancaster (Pennsylvanie)) est un catcheur (lutteur professionnel) américain. Il travaille actuellement à la All Elite Wrestling, sous le nom d'Adam Cole.
Il est aussi connu pour son travail à la Ring of Honor (ROH) et s'est fait connaître également au sein de plusieurs fédérations indépendantes, notamment la Pro Wrestling Guerrilla et la Combat Zone Wrestling. Il est un quadruple champion du monde, étant l'unique personne à avoir remporté au cours de sa carrière trois fois le championnat mondial de la ROH et une fois le titre mondial de la PWG. Il est également un ancien champion du monde de la télévision de la ROH, ceinture qu'il a détenue à une reprise.
Il a également remporté le NXT North American Championship et les titres par équipe de la NXT le même soir, lors de NXT Takeover New Orleans, faisant de lui le premier double champion de la NXT ainsi que le premier champion nord-américain.

## Jeunesse
Les parents de Jenkins se séparent et lui et son frère cadet voient leurs parents à tour de rôle. Il se passionne pour le catch dans la deuxième moitié des années 1990. Durant son adolescence, il fait du karaté et fait partie de l'équipe de football américain de son lycée.

## Carrière

### Combat Zone Wrestling (2008-2013)
Alors qu'il est encore au lycée, il fait la connaissance de DJ Hyde, le promoteur de la Combat Zone Wrestling (CZW), qui lui propose d'intégrer l'école de catch de la CZW[réf. nécessaire]. Il fait son premier match dans cette fédération le 21 juin 2008 où, avec The Reason, il perd face à Alex Colon et Joe Gacy.
Le 8 mai 2010, lors de Fist Fight, il bat Sabian et Ruckus dans un Three-Way Match pour remporter le CZW World Junior Heavyweight Championship.
Lors de It's Always Bloody In Philadelphia, il effectue un Heel Turn en attaquant son partenaire de longue date Tyler Veritas ; plus tard dans le show, il conserve le CZW World Junior Heavyweight Championship contre AR Fox.
Lors de An Excellent Adventure, il perd contre Devon Moore et ne remporte pas le CZW World Heavyweight Championship.

### Autres fédérations (2009-2017)
Dans le premier week-end de février 2013, il participe à un tryout de la World Wrestling Entertainment (WWE) dans leur zone de développement en Floride.
Le 30 novembre 2012, il bat Caleb Konley et remporte le PWX Heavyweight Championship de la Premiere Wrestling Xperience[réf. nécessaire].
Le 15 juin 2014, lors du show Summer Sizzler de la Revolution Pro Wrestling, il perd contre Prince Devitt.

### Ring of Honor (2009-2017)

#### Débuts (2009-2010)
Cole fait son début à la Ring of Honor (ROH) le 28 février 2009, où il perd contre John Kerman dans un dark match à la Ring of Honor Wrestling tapings[réf. nécessaire].

#### Future Shock (2010-2012)

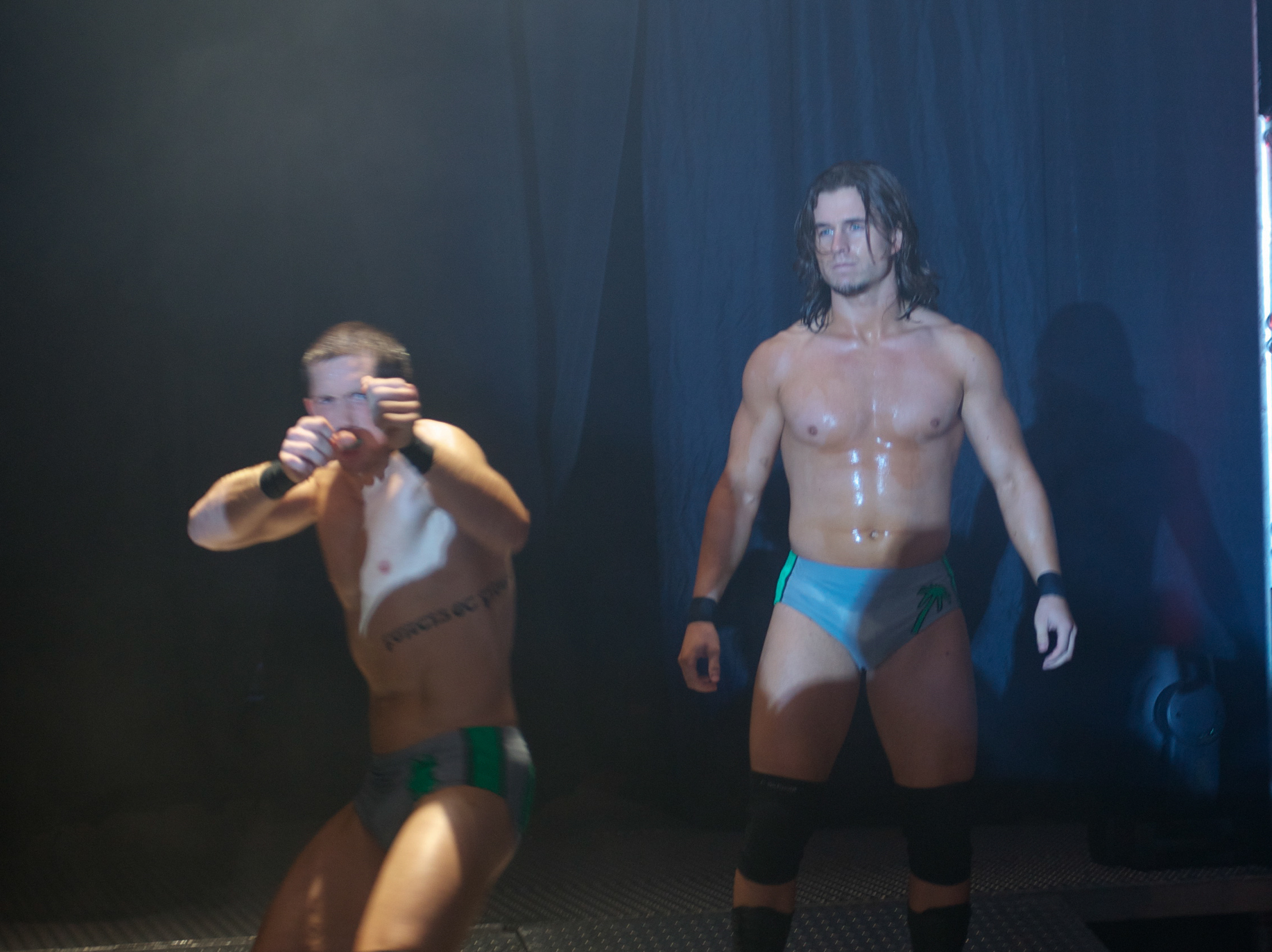
Adam Cole avec Kyle O'Reilly pendant l'entrée de Future Shock.

Le 23 août 2010, ROH a annoncé que Cole avait signé un contrat avec la fédération. Le 2 août, Cole a été battu par Mike Bennett. Il a commencé à s'allier avec un nouveau venu à la ROH, Kyle O'Reilly, pour former une équipe.
Cole a fait ses débuts en pay-per-view le 18 décembre lors de Final Battle 2010, où lui et O'Reilly ont été défaits par les All Night Express. Le 13 août, l'équipe de Cole et O'Reilly a été nommée « Future Shock ».

#### Retour en solo et ROH Television Champion (2012-2013)

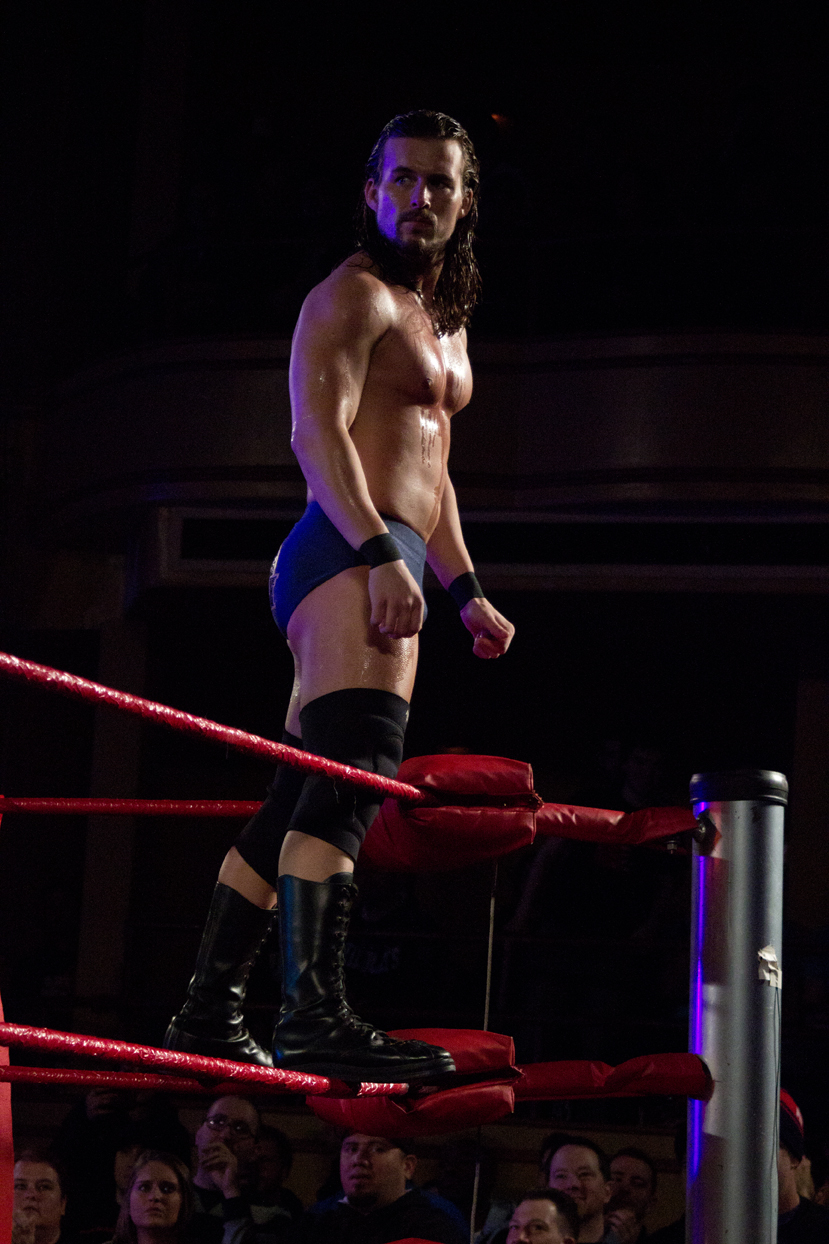
Adam Cole lors de Supercard of Honor VII.

Le 7 janvier 2012, Future Shock fut dissous et Cole a formé un nouveau partenariat avec Eddie Edwards, en face de Kyle O'Reilly et Davey Richards. Lors de 10th Anniversary Show, Cole et Edwards battent O'Reilly et Richards, avec Cole épinglant Richards, le champion du Monde ROH, pour la victoire. Lors de Best in the World 2012, Cole a vaincu O'Reilly dans un "Règles hybrides match". Par la suite, Cole a tenté de faire la paix avec son ancien partenaire, mais l'offre a été rejetée[réf. nécessaire].
Le 29 juin, il gagne son premier championnat à la ROH, en battant Roderick Strong pour le ROH World Television Championship à Baltimore, lors d'un enregistrement de la Ring of Honor Wrestling. Le 15 septembre à Death Before Dishonor X : État d'urgence, Cole a défendu avec succès son titre contre Mike Mondo, avant d'être confronté à Matt Hardy. Au pay-per-view suivant, à Glory By Honor XI : Unbreakable Hope le 13 octobre, Cole a défendu avec succès son titre contre Eddie Edwards. Lors de Final Battle 2012: Doomsday, il est battu par Matt Hardy dans un match ne comptant pas pour le titre. Lors de 11th Anniversary Show, il perd son titre contre Matt Taven.

#### ROH World Champion et The Kingdom (2013-2014)

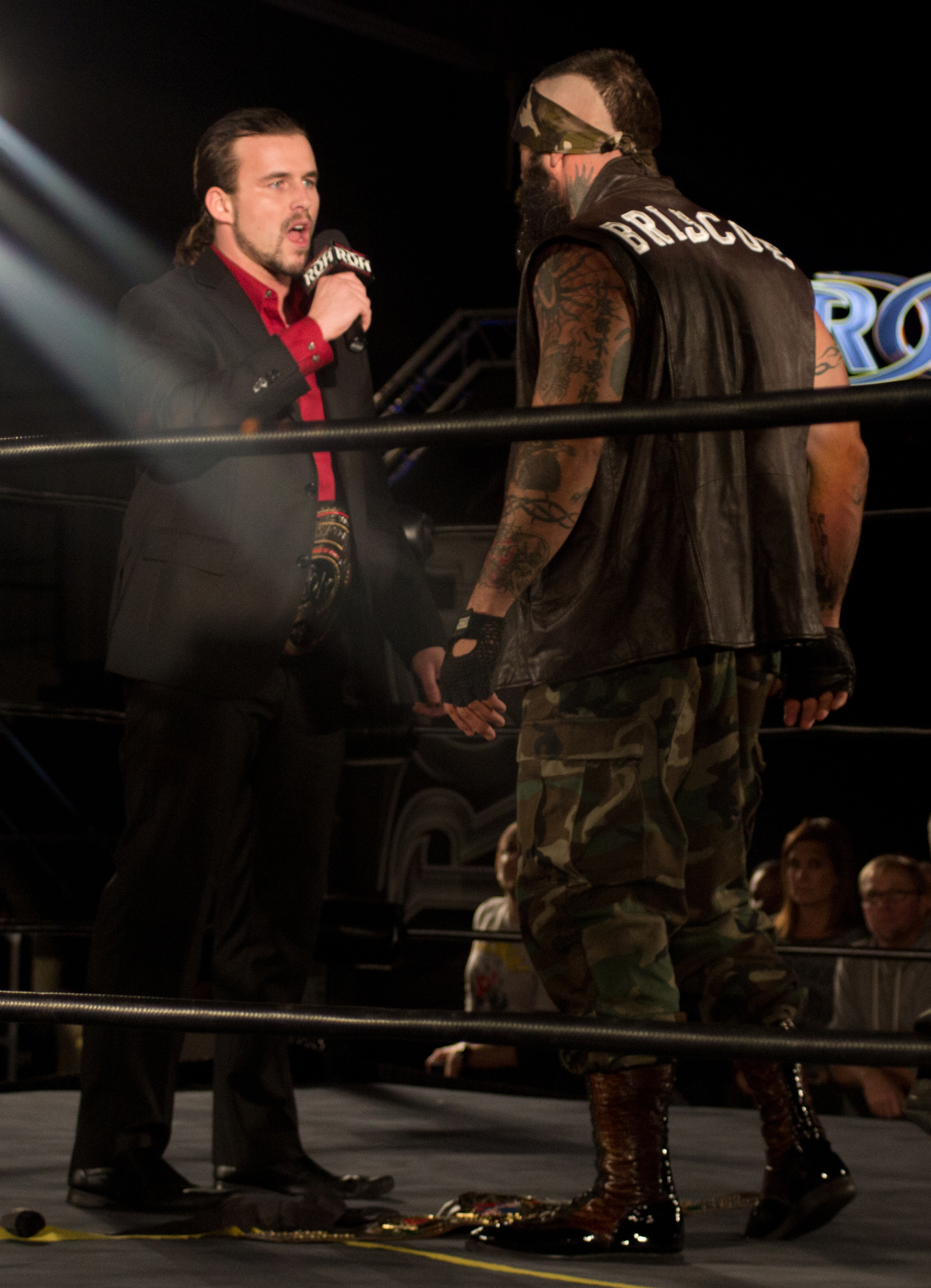
Adam Cole et Jay Briscoe pendant leur rivalité pour le ROH Undisputed World Championship.

Lors de Death Before Dishonor XI, il bat Michael Elgin dans la finale du ROH World Championship tournament et remporte le ROH World Championship. Il effectue un Heel Turn en attaquant Jay Briscoe par derrière, après que ce dernier lui ait donné le ROH World Championship en lui portant un Super Kick. Lors de Final Battle (2013), il conserve son titre contre Michael Elgin et Jay Briscoe à la suite de l'interférence extérieure de Matt Hardy. Lors de State Of The Art, il perd contre Jay Briscoe pour le ROH Real World Championship. Lors de 12th Anniversary Show, il bat Chris Hero et conserve son ROH World Championship. Lors de ROH "Raising The Bar - Night 1" il bat Matt Taven et conserve son titre. Il conserve son titre le 4 avril en battant Jay Briscoe dans un 'Ladder War V match lors de Supercard of Honor VIII et unifie le titre mondial avec le ROH Real World Championship. Lors de Global Wars (2014), il conserve son titre contre Kevin Steen. Il conserve son titre une semaine plus tard en rivant les épaules de Jushin Thunder Liger lors de War of the Worlds (2014).
Après une alliance de plusieurs mois avec Michael Bennett, Maria Kanellis et Matt Hardy, ils officialisent leur entente sous le nom The Kingdom. Lors de Best in the World 2014, il perd son titre contre Michael Elgin[réf. nécessaire].
Le 15 août, lors de Field of Honor (2014), il affronte Jay Briscoe, A.J. Styles et Michael Elgin pour le ROH World Championship, ce dernier remportant le match et conservant son titre. Le 22 août, à Death Before Dishonor XII, lui et Bennett perdent face à The Addiction. Il participe ensuite au tournoi Survival of the Fittest et bat Delirious dans le premier tour. Le 8 novembre, il remporte le tournoi Survival of the Fittest 2014 en éliminant en dernier de Hanson. Le 7 décembre, lors de Final Battle 2014, il perd contre Jay Briscoe pour le titre mondial de la ROH dans un Fight Without Honor match. À la suite de ce match, la fédération annonce qu'il est blessé et sera indisponible pour une durée indéterminée[réf. nécessaire].

#### Retour et rivalité avec Kyle O'Reilly (2015-2016)
Il fait son retour le 12 mai lors de War of the Worlds (2015), où il perd contre A.J. Styles. Lors de Best in the World (2015), The Kingdom perdent contre Bullet Club (A.J. Styles et The Young Bucks). Lors de All Star Extravaganza VII, il perd contre Michael Elgin, Roderick Strong et A.J. Styles, match remporté par ce dernier et ne devient pas challenger pour le ROH World Championship. Plus tard dans la soirée, il interfère dans le match entre Jay Lethal et Kyle O'Reilly, empêchant ce dernier de remporter le titre. Cette rivalité les conduit à un match entre eux lors de Final Battle 2015, match remporté par Adam Cole.

#### Bullet Club (2016-2017)
Lors de Global Wars 2016, il rejoint le Bullet Club en aidant les Guerrillas of Destiny et The Young Bucks a passer à tabac Jay Lethal et Colt Cabana ainsi que le personnel de la ROH. Lors de Death Before Dishonor XIV, il bat Jay Lethal et remporte le ROH World Championship pour la deuxième fois et devient à cette occasion le troisième lutteur à avoir détenu cette ceinture à deux reprises. Lors de Field Of Honor 2016, il conserve son titre en battant Hiroshi Tanahashi, Jay Lethal et Tetsuya Naitō dans un Four Corner Survival Match. Lors de All Star Extravaganza VIII, il conserve son titre contre Michael Elgin. Lors de Final Battle (2016), il perd le titre contre Kyle O'Reilly. Lors de Wrestle Kingdom 11, il bat Kyle O'Reilly et remporte le ROH World Championship pour la troisième fois et devient le premier lutteur à avoir détenu cette ceinture à trois reprises. Lors de ROH 15th Anniversary Show, il perd le titre contre Christopher Daniels.

### New Japan Pro Wrestling (2014-2017)
Grâce à la relation entre la ROH et la NJPW, Cole fait ses débuts pour la fédération le 10 août à Tokorozawa, Saitama, où Michael Bennett et lui battent Captain New Japan et Jushin Thunder Liger. Lors de Destruction in Hiroshima, il retourne à la NJPW désormais en tant que représentant du Bullet Club et conserve son ROH World Championship contre Will Ospreay[réf. nécessaire]. Lors de Destruction in Kobe, lui et The Young Bucks perdent contre David Finlay, Ricochet et Satoshi Kojima et ne remportent pas les vacants NEVER Openweight 6-Man Tag Team Championship[réf. nécessaire]. Lors de King of Pro-Wrestling, lui, Bad Luck Fale et Yujiro Takahashi perdent contre Chaos (Tomohiro Ishii, Will Ospreay et Yoshi-Hashi). Lors de Power Struggle 2016, lui, Kenny Omega et The Young Bucks battent Chaos (Hirooki Goto, Gedo, Kazuchika Okada et Will Ospreay).

### Pro Wrestling Guerrilla (2011-2017)
Le 22 octobre 2011 à PWG Steen Wolf, il fait ses débuts à la Pro Wrestling Guerilla aux côtés de Kyle O'Reilly, où les deux hommes se font appeler Future Shock, mais ils ne remportent pas les titres mondiaux par équipe de la PWG, battus par les Young Bucks.
Le 1er décembre 2012 à PWG Mystery Vortex, il devient le nouveau champion du monde de la PWG en battant Kevin Steen dans un Guerilla Warfare match, remportant le titre pour la première fois de sa carrière.
Le 23 mai 2014 à PWG Sold Our Souls For Rock 'n Roll, il perd face à son ancien partenaire par soumission dans un Submission or Knockout Only match.

### WrestleCircus (2017)
Il fait ses débuts à la fédération lors de WC Dive Hard With A Vengeance, où lui et Britt Baker battent Jessicka Havok et Sami Callihan. Lors de WrestleCircus The Cody Rhodes Summer Circus Show, ils battent Roppongi Vice (Baretta et Rocky Romero) et remportent les WC Big Top Tag Team Championship.

### World Wrestling Entertainment(2017-2021)

#### Débuts àNXT, premier champion Nord-Américain, champion deNXT, diverses rivalités et départ (2017-2021)
Le 19 août 2017 à NXT TakeOver: Brooklyn III, après la victoire de Drew McIntyre sur Bobby Roode pour le titre de NXT, il fait ses débuts dans le show jaune, en tant que Heel, aux côtés de Bobby Fish et Kyle O'Reilly et ensemble, les trois catcheurs attaquent le nouveau champion avant qu'il ne pose avec la ceinture.
Le 18 novembre à NXT TakeOver: WarGames, son clan, l'Undisputed Era, bat SAnitY, les AOP et Roderick Strong dans son tout premier Men's Triple Threat WarGames match.
Le 27 janvier 2018 à NXT TakeOver: Philadelphia, il perd face à Aleister Black dans un Extreme Rules match. Le lendemain au Royal Rumble, il entre dans son tout premier Men's Royal Rumble match en 23e position, mais se fait éliminer par Rey Mysterio après 7 minutes de match.
Le 7 avril à NXT TakeOver: New Orleans, il devient le premier champion Nord-Américain de NXT en battant EC3, Kilian Dain, Lars Sullivan, Ricochet et The Velveteen Dream dans un Ladder match et remporte son premier titre personnel. Plus tard dans la soirée, Kyle O'Reilly et lui conservent les titres par équipes de NXT et remportent le tournoi Dusty Rhodes Tag Team Classic en battant Roderick Strong, Pete Dunne et les AOP dans un Triple Threat Tag Team match, aidés par le premier de leurs adversaires qui a trahi son propre partenaire et rejoint leurs rangs.
Le 18 août à NXT TakeOver: Brooklyn 4, il ne conserve pas sa ceinture, battu par Ricochet.
Le 17 novembre à NXT TakeOver: WarGames II, l'Undisputed Era perd face à Pete Dunne, Ricochet et les War Raiders dans un Men's WarGames match.
Le 5 avril 2019 à NXT TakeOver: New York, il ne remporte pas le titre de NXT vacant, battu par Johnny Gargano dans un 2 Out of 3 Falls match. Le 1er juin à NXT TakeOver: XXV, il devient le nouveau champion de NXT en prenant sa revanche sur son même adversaire, remporte le titre pour la première fois de sa carrière, son second titre personnel et devient également le second NXT Triple Crown Champion.
Le 10 août à NXT TakeOver: Toronto, il conserve son titre en rebattant l'ancien champion dans un 2 Out of 3 Falls match.
Le 23 novembre à NXT TakeOver: WarGames, l'Undisputed Era perd face à Tommaso Ciampa, Keith Lee, Dominik Dijakovic et Kevin Owens dans un Men's WarGames match. Le lendemain aux Survivor Series, il conserve son titre en battant Pete Dunne.
Le 16 février 2020 à NXT TakeOver: Portland, il conserve son titre en battant Tommaso Ciampa.
Le 7 juin à NXT TakeOver: In Your House, il conserve son titre en battant The Velveteen Dream dans un Backlot Brawl match.
Le 8 juillet à NXT: The Great American Bash, il ne remporte pas le titre Nord-Américain de NXT et ne conserve pas sa ceinture, battu par Keith Lee dans un Winner Takes All match. Le 22 août à NXT TakeOver: XXX, il bat Pat McAfee. Le 30 septembre à NXT, il effectue un Face Turn et bat Austin Theory.
Le 6 décembre à NXT TakeOver: WarGames, l'Undisputed Era bat Pat McAfee, Pete Dunne, Danny Burch et Orney Lorcan dans un Men's WarGames match.
Le 14 février 2021 à NXT TakeOver: Vengeance Day, après la conservation du titre de NXT de Finn Bálor sur Pete Dunne, les membres du clan sauvent le catcheur irlandais de l'agression de son adversaire, Danny Burch et Oney Lorcan. Mais après le sauvetage, il effectue un Heel Turn et porte deux Superkicks : un sur le champion du show jaune et l'autre sur Kyle O'Reilly.
Le 8 avril à NXT TakeOver: Stand & Deliver, il perd face à Kyle O'Reilly dans un match non sanctionné (en). Le 13 juin à NXT TakeOver: In Your House, il ne remporte pas le titre de NXT, battu par Karrion Kross dans un Fatal 5-Way match qui inclut également Johnny Gargano, Kyle O'Reilly et Pete Dunne.
Le 22 août à NXT TakeOver: 36, il reperd face à Kyle O'Reilly dans un 2 Out of 3 Falls match.

### EVOLVE (2018-2019)
Le 24 juin 2018 lors du spectacle de l'EVOLVE : EVOLVE 107, il défend avec succès le NXT North American Championship face à WALTER.

### All Elite Wrestling (2021-...)

#### Débuts, The Undisputed Elite et blessure (2021-2022)
Le 5 septembre à All Out, il fait ses débuts à la All Elite Wrestling, retrouve ses anciens partenaires du Bullet Club, Kenny Omega et les Young Bucks et rejoint officiellement l'Elite. Le jour même, il signe officiellement avec la compagnie après avoir quitté la WWE. 10 soirs plus tard à Dynamite, il dispute son premier match et bat Frankie Kazarian.
Le 13 novembre à Full Gear, les Young Bucks et lui perdent face à Jurassic Express (Jungle Boy et Luchasaurus) et Christian Cage dans un Falls Count Anywhere match. Le 22 décembre à Dynamite: Holiday Bash, il bat Orange Cassidy avec l'aide de Kyle O'Reilly qui fait ses débuts et forme l'Undisputed Elite avec Bobby Fish et ce dernier.
Le 6 mars 2022 à Revolution, il ne remporte pas le titre mondial, battu par "Hangman" Adam Page, et subit sa première défaite.
Le 29 mai à Double or Nothing, il remporte le tournoi Men's Owen Hart Foundation en battant Samoa Joe en finale. Le 26 juin à Forbidden Door, il ne remporte pas le titre mondial poids-lourds de la IWGP, battu par Jay White dans un Fatal 4-Way match qui inclut également "Hangman" Adam Page et Kazuchika Okada.
Le 1er juillet, il souffre d'une commotion cérébrale et doit s'absenter pendant 5 mois et demi.

#### Retour et champion du monde par équipes de la ROH avec MJF (2023)
Le 11 janvier 2023 à Dynamite, il fait son retour de blessure, en tant que Face, remercie les fans pour leur soutien pendant sa convalescence, annonce une renaissance de sa gimmick et tout faire pour retrouver les sommets de la compagnie. Le 29 mars à Dynamite, il fait son retour sur le ring et bat Daniel Garcia.
Le 28 mai à Double or Nothing, il bat Chris Jericho dans un Unsanctioned match.
Le 19 juillet à Dynamite: Blood & Guts, MJF et lui remportent le tournoi Blind Eliminator Tag Team en battant Sammy Guevara et Daniel Garcia en finale et deviennent aspirants no 1 aux titres mondiaux par équipes. 10 soirs plus tard à Collision, les deux catcheurs ne remportent pas les ceintures, battus par FTR. Après le match, alors que son partenaire allait l'attaquer, ce dernier change d'avis, effectue un Face Turn, puis ils se prennent mutuellement dans les bras et célèbrent avec leurs adversaires. Le 27 août lors du pré-show à All In, ils deviennent les nouveaux champions du monde par équipes de la ROH en battant Aussie Open (Kyle Fletcher et Mark Davis), remportant les titres pour la première fois de leurs carrières. À la fin de la soirée, il ne remporte pas le titre mondial, battu par son nouvel ami.
Le 27 septembre à Dynamite, il annonce être blessé à la jambe et ne pas pouvoir être présent à WrestleDream. Son équipier décide alors de défendre seul les ceintures par équipes de la ROH lors du PPV.

#### The Undisputed Kingdom, Paragon et champion TNT (2023-...)
Le 27 décembre à Dynamite: New Year's Smash, son partenaire ne conserve pas les titres, battus par The Kingdom (Mike Bennett et Matt Taven) cachée sous les identités d'hommes masqués du Diable. Trois soirs plus tard à Worlds End, après la perte du titre mondial de MJF face à Samoa Joe, il effectue un Heel Turn, car il se révèle être l'homme sous le masque du Diable et s'être associé au Kingdom, à Roderick Strong et Wardlow pour humilier son ancien meilleur ami. Les cinq catcheurs forment officiellement un clan appelé The Undisputed Kingdom.
Le 21 avril 2024 à Dynasty, après la conservation du titre International de son meilleur ami sur Kyle O'Reilly, il  félicite le premier.
Le 12 octobre à WrestleDream, il fait son retour de blessure après un an et un mois et demi d'absence, en tant que Face, et vient en aide à Daniel Garcia qui est attaqué par MJF. Le 28 décembre à Worlds End, il ne remporte pas la bague Dynamite Dozen, battu par MJF. Après le combat, Roderick Strong et Kyle O'Reilly lui viennent en aide et ce dernier rejoint son clan.
Le 9 mars 2025 lors du pré-show à Revolution, Daniel Garcia et l'Undisputed Kingdom (ses deux équipiers et lui) battent Shane Taylor Promotions (Shane Taylor, Lee Moriarty, Carlie Bravo et Capt. Shawn Dean) par soumission dans un 8-Man Tag Team match. 
Le 6 avril à Dynasty, il devient le nouveau champion TNT en battant le jeune catcheur et remporte le titre pour la première fois de sa carrière.
Le 12 juillet à All In, en raison de problèmes de santé et du fait qu'il va devoir s'absenter pendant une longue période, il est contraint d'abandonner la ceinture.

## Palmarès
- All Elite Wrestling
  - 1 fois AEW TNT Champion (actuel)
  - Vainqueur du tournoi Owen Hart masculin (2022)
- Combat Zone Wrestling
  - 1 fois CZW World Junior Heavyweight Champion (plus long règne)
  - Best of the Best X (2011)
- Dreams Fighting Entertainment/World Wrestling League
  - 1 fois DFE Openweight Champion/WWL Heavyweight Champion
- Eastern Wrestling Alliance
  - 1 fois EWA Cruiserweight Champion
- Ground Breaking Wrestling
  - Battle of Gettysburg (2009)
- International Wrestling Cartel
  - 1 fois IWC Super Indy Championship
  - Super Indy 16 (2017)
- Maryland Championship Wrestling
  - 2 fois MCW Rage Television Champion
  - Shane Shamrock Memorial Cup (2012)
- Pro Wrestling Guerrilla
  - 1 fois PWG World Champion (le règne le plus long)
  - Battle of Los Angeles (2012)
- Premier Wrestling Xperience
  - 1 fois PWX Heavyweight Champion
- Preston City Wrestling
  - 1 fois PCW Cruiserweight Champion
- Pro Wrestling World-1
  - 1 fois World-1 North American Champion
  - Shinya Hashimoto Memorial Cup (2010)
- Real Championship Wrestling
  - 1 fois RCW Cruiserweight Champion
  - 1 fois RCW Tag Team Champion avec Devon Moore
- Ring of Honor
  - 1 fois ROH World Television Champion
  - 3 fois ROH World Champion
  - 1 fois champion du monde par équipe de la ROH - avec MJF
  - 1 fois ROH Real World Champion (Titre non reconnu par la ROH)
  - Survival of the Fittest 2014
  - ROH World Championship Tournament (2013)
  - 8 ème ROH Triple Crown Champion
- WrestleCircus
  - 1 fois WC Big Top Tag Team Champion avec Britt Baker[89]
- WXW C4
  - 1 fois WXW C4 Hybrid Champion
- World Wrestling Entertainment
  - 1 fois Champion de la NXT (plus long règne)
  - 1 fois Champion d'Amérique du Nord de la NXT (premier)
  - 1 fois NXT Tag Team Champion avec Bobby Fish, Roderick Strong et Kyle O'Reilly
  - Dusty Rhodes Tag Team Classic (2018) avec Kyle O'Reilly
  - 2e NXT Triple Crown Champion
  - NXT Year-End Award (7 fois)
    - Male Competitor of the Year (2019, 2020)
    - Overall Competitor of the Year (2019)
    - Match of The Year (2019) Two out of three falls match vs. Johnny Gargano à NXT TakeOver: New York
    - Rivalry of the Year (2019) vs. Johnny Gargano
    - Rivalry of the Year (2020) vs. Pat McAfee
    - Tag Team of the Year (2020) - avec l'Undisputed Era

## Récompenses des magazines
- Pro Wrestling Illustrated

| Année | 2010 | 2011 | 2012 | 2013 | 2014 | 2015 | 2016 | 2017 | 2018 | 2019 | 2020 | 2021 | 2022 |
| ----- | ---- | ---- | ---- | ---- | ---- | ---- | ---- | ---- | ---- | ---- | ---- | ---- | ---- |
| Rang  | 417  | 115  | 75   | 55   | 9    | 39   | 45   | 14   | 21   | 18   | 2    | 37   | 18   |

- Wrestling Observer Newsletter
  - Rookie of the Year (2010)

| # | Résultat | Adversaire                                                     | Évènement                              | Date             | Durée | Lieu                                          | Notes |
| - | -------- | -------------------------------------------------------------- | -------------------------------------- | ---------------- | ----- | --------------------------------------------- | --- |
| 1 | Défaite  | Will Ospreay, Matt Sydal et Ricochet                           | PWG Battle Of Los Angeles 2016 - Tag 2 | 3 septembre 2016 | 20:06 | American Legion Post #308, Reseda, Californie | Il s'agit d'un match par équipe de six sans enjeu. Cole faisait équipe avec The Young Bucks                            |
| 2 | Victoire | Ricochet, EC3, Killian Dain, Velveteen Dream, Lars Sullivan    | NXT Takeover: New Orleans              | 7 avril 2018     | 31:16 | La Nouvelle-Orléans, Louisiane                | Ladder match pour l'inauguration du NXT North American Championship.                                                   |
| 3 | Défaite  | Johnny Gargano                                                 | NXT TakeOver: New York                 | 5 avril 2019     | 38:25 | Brooklyn, New York                            | Le titre de champion de la NXT était vacant et mis en jeu dans un match 2-out-3 falls match. (le match a été noté 5.5) |
| 4 | Victoire | Johnny Gargano                                                 | NXT TakeOver XXV                       | 1er juin 2019    | 32:00 | Bridgeport, Connecticut                       | Le titre de champion de la NXT de Gargano était en jeu. (le match a été noté 5.25).                                    |
| 5 | Défaite  | Christian Cage et Jurassic Express (Jungle Boy et Luchasaurus) | Full Gear (2021)                       | 13 novembre 2021 | 25:11 | Target Center, Minneapolis, Minnesota         | Il s'agit d'un Six Man Tag Team Falls Count Anywhere Match. Cole faisait équipe avec The Young Bucks,.                 |

## Vie privée
Il a été en couple pendant cinq ans avec la catcheuse de l'AEW, Britt Baker. Le 16 septembre 2024, leur relation prend fin.